# Мала Ганнівка (Баштанський район)
Мала́ Га́ннівка — село в Україні, у Софіївській сільській громаді Баштанського району Миколаївської області. Населення в 2023 році становить 63 особи. До 2018 року орган місцевого самоврядування — Баратівська сільська рада.